# Greg Clark
Greg Clark, właśc. Gregory David Clark (ur. 28 sierpnia 1967 w Middlesbrough) – brytyjski polityk, członek Partii Konserwatywnej. Od 2005 do 2024 poseł do Izby Gmin. W latach 2015−2016 minister społeczności i samorządów lokalnych w drugim gabinecie Davida Camerona, od 2016 do 2019 minister biznesu, innowacji i zdolności w gabinecie Theresy May.

## Życiorys

### Młodość i kariera zawodowa
Ukończył studia ekonomiczne na University of Cambridge, a następnie studia doktoranckie w London School of Economics. W młodości należał do Partii Socjaldemokratycznej, później przeszedł do Partii Konserwatywnej. Początkowo pracował w sektorze prywatnym, a ściślej w branży konsultingowej. W 1996 został doradcą Iana Langa, ministra handlu i przemysłu w gabinecie Johna Majora. Następnie pracował w administracji BBC, a od 2001 był etatowym pracownikiem swojej partii jako dyrektor ds. programowych w jej centrali.

### Kariera polityczna
W latach 2002−2005 był radnym City of Westminster, gdzie zasiadał w zarządzie gminy jako członek odpowiedzialny za rekreację i kształcenie ustawiczne. W 2005 został wybrany do Izby Gmin z okręgu wyborczego Tunbridge Wells. W czasie urzędowania koalicyjnego pierwszego gabinetu Camerona znajdował się w szerokim składzie rządu, w randze odpowiadającej polskim wiceministrom. W takim charakterze pracował kolejno w resortach społeczności i samorządów lokalnych, skarbu (finansów), Urzędzie Gabinetu i wreszcie w resorcie biznesu, innowacji i umiejętności.
Po wyborach w 2015, w których konserwatyści uzyskali samodzielną większość w Izbie Gmin, został awansowany na członka gabinetu Davida Camerona jako minister społeczności i samorządów lokalnych. Od 2016 jest ministrem biznesu, innowacji i zdolności w gabinecie Theresy May. W rządzie Borisa Johnsona na stanowisku ministra zastąpiła go Andrea Leadsom.
Nie kandydował w wyborach parlamentarnych w 2024.